# Scythrodes squalidus
Scythrodes squalidus is een keversoort uit de familie bladsprietkevers (Scarabaeidae). De wetenschappelijke naam van de soort is voor het eerst geldig gepubliceerd in 1881 door Broun.